# Sonim Son

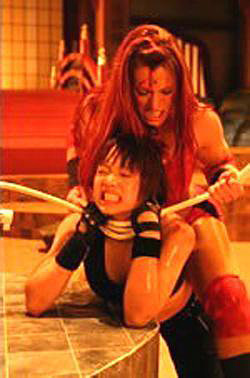
Sonim Son in einer Szene mit April Hunter im Film Â! Ikkenya puroresu

Sonim Son (jap. ソン・ソニム, Son Sonimu; kor. 성선임, 成膳任, Seong Seon-im; auch bekannt unter der Abkürzung Sonim, in Japan als Sonin (ソニン); * 10. März 1983 in der Präfektur Kōchi, Shikoku, Japan) ist eine J-Pop Sängerin und Schauspielerin, die der koreanischen Minderheit in Japan angehört.

## Kurzbiografie
Sonim Son begann ihre musikalische Karriere gemeinsam mit Yūki Gotō, mit dem sie das Popduo EE Jump bildete. Ihre erste Single Love is Energy erschien im Oktober 2000 und konnte sich in den japanischen Top 10 platzieren. Auch die drei folgenden Singles von EE Jump erreichten die Top 10 der Charts. Im September 2001 veröffentlicht Sonim Son ohne Yūki Gotō unter dem Namen „EE Jump featuring Sonim“ die Single Winter ─ Samui Kisetsu No Monogatari ─. Gemeinsam mit Yūki Gotō veröffentlichte Sonim Son danach noch eine Single und ein Album, bevor sich EE Jump 2002 auflöste.
Mit der Single Curry Rice no Onna (deutsch Die Curryreisfrau) startete Sonim Son im August 2002 ihre musikalische Solokarriere.
Im Januar 2003 beginnt sie ihre schauspielerische Laufbahn. Ihre erste Rolle bekommt sie in der Fernsehserie Kōkō Kyōshi.

## Diskografie

### Alben (EE Jump)
- 2002: EE Jump Collection 1

### Singles (EE Jump)
- 2000: Love Is Energy
- 2001: Hello! Atarashii Watashi
- 2001: Otototto Natsu Daze!
- 2001: Ikinarism!
- 2001: Winter (Samuikisetsu No Monogatari)
- 2002: Seishun No Sunrise

### Alben (Solo)
- 2003: Hana

### Singles (Solo)
- 2002: Curry Rice no Onna
- 2002: Tsugaru Kaikyō no Onna
- 2003: Tōkyō Midnight Loneliness
- 2003: Gōkon Ato no Famiresu nite
- 2004: Honto wa ne.
- 2004: Jigsaw Puzzle
- 2005: Asunaro Ginga
- 2020: Zutto Soba ni Ite ne (ずっとそばにいてね。) / Curry Rice no Onna (カレーライスの女) (2020 Remix)

## Filmografie (Auswahl)
- 2003: Kôkô kyôshi (Fernsehserie)
- 2004: House of Dead
- 2005: Kûchû teien
- 2006: Bakkudansâzu!
- 2006: Tengoku no ki (Fernsehserie)
- 2008: Hebi ni piasu
- 2010: Gôruden suranbâ
- 2012: Hatsukoi (Fernsehserie)
- 2012: Tsuna hiichatta!